# يو إف سي ليلة القتال: هندرسون ضد ماسفيدال
يو إف سي ليلة القتال: هندرسون ضد ماسفيدال (بالإنجليزية: UFC Fight Night: Henderson vs. Masvidal)‏ هو حدث لفنون القتال المختلطة نظمته يو إف سي، أُقيم في 28 نوفمبر 2015، على ساحة الجمباز الأولمبية في سول، كوريا الجنوبية.